# Stefan Töpfl
Stefan Töpfl (* 1976 in Grafenau) ist ein deutscher Lebensmitteltechnologe. Er ist Professor für Lebensmittelverfahrenstechnik an der Hochschule Osnabrück und seit 2006 als Technologieberater am Deutschen Institut für Lebensmitteltechnik DIL e.V. tätig.

## Leben
Stefan Töpfl studierte Lebensmitteltechnologie an der Technischen Universität Berlin. 2006 promovierte er im Fachgebiet Lebensmittelverfahrenstechnik an der Technischen Universität Berlin. Nach der Promotion war er als wissenschaftlicher Mitarbeiter am DIL e.V. tätig. Seine Arbeitsgebiete umfassen dabei insbesondere:
- Verfahrensentwicklung nicht-thermischer Verfahren wie Hochdruckbehandlung, Extrusion oder gepulste elektrische Felder[3][4][5]
- Energie- und ressourcenschonende Produktion[6][7][8]
- Prozessoptimierung und -validierung.[9][10]

Im Jahr 2009 wurde er im Rahmen des gemeinsam mit dem DIL angebotenen Studiengangs Wirtschaftsingenieurwesen Lebensmittelproduktion an der Hochschule Osnabrück als Professor für Lebensmittelverfahrenstechnik berufen. Seine Arbeitsschwerpunkte sind Lebensmitteltechnik, Lebensmittelverfahrenstechnik, Anlagen- und Prozessgestaltung sowie Prozessintensivierung. Seit 2017 ist er als Geschäftsführer einer Ausgründung des DIL zur Vermarktung von Lebensmittelverarbeitungsmaschinen tätig. Stefan Töpfl ist als Referent und Gutacher tätig und Mitglied im wissenschaftlichen Beirats des Forschungskreises der Ernährungsindustrie (FEI). 2009 wurde er für seine Arbeiten zu den Einsatzmöglichkeiten der Anwendung gepulster elektrischer Felder in der Lebensmittelwirtschaft mit dem Georg Carl Hahn Forschungspreis ausgezeichnet.

## Veröffentlichungen (Auswahl)
- Applications of Pulsed Electric Fields Technology for the Food Industry. In: Raso J., Heinz V. (eds) Pulsed Electric Fields Technology for the Food Industry. Food Engineering Series. Springer, Boston, MA. 2006, doi:10.1007/978-0-387-31122-7_7 (zusammen mit Volker Heinz und Dietrich Knorr)
- Application Concepts for PEF in Food and Biotechnology. In: Knoerzer, K., Muthukumarappan, K. (eds.) Innovative Food Processing Technologies, Elsevier, 2021, ISBN 978-0-12-815782-4, doi:10.1016/B978-0-12-815781-7.00012-3. (zusammen mit Artur Wiktor und Oleksii Parniakov)
- Application of Shockwaves for Meat Tenderization, In: (Hrsg.): Knoerzer, K., Juliano, P., Smithers, G. Food Science, Technology and Nutrition Innovative Food Processing Technologies, Woodhead Publishing, 2016, ISBN 978-0-08-100294-0, doi:10.1016/B978-0-08-100294-0.00009-2. (zusammen mit Tomas Bolumar)
- Modularity of insect production and processing as a path to efficient and sustainable food waste treatment. Journal of Cleaner Production, Volume 248, 2020, ISSN 0959-6526, doi:10.1016/j.jclepro.2019.119248 (zusammen mit Svea Ites, Sergiy Smetana und Volker Heinz)
- Pulsed electric field and mild heating for milk processing: a review on recent advances. Journal of the Science of Food and Agriculture, 100: 16-24. 2020 doi:10.1002/jsfa.9942 (zusammen mit Kazem Alirezalu, Paulo E S Munekata, Oleksii Parniakov, Francisco J Barba, Julian Witt, Artur Wiktor und Jose M Lorenzo)